# Église Sainte-Marguerite de Sains-en-Gohelle
L'église Sainte-Marguerite est une ancienne église de Sains-en-Gohelle (dans le Pas-de-Calais) qui desservait les cités minières des fosses n° 10 et 10 bis, ouvertes en 1903 par la Compagnie des mines de Béthune. Aujourd'hui désacralisée, elle sert d'espace culturel (lieu d'expositions et de concerts) et a pris le nom d'« espace Marguerite ».

## Histoire
Une première église consacrée à sainte Marguerite en 1912,, et qui a été bâtie dans la cité minière au milieu d'une vaste place, est détruite par les obus de la guerre de 1914-1918. L'église actuelle est construite par le fameux architecte Louis Cordonnier à partir de 1924 et inaugurée le 2 mai 1926. L'abbé Georges Lorent (1910-2005), qui fut un grand résistant et maire de la ville de 1945 à 1959, en a été le desservant pendant des décennies. À cause de la chute brutale de la pratique catholique en France - et spécialement dans le Nord - à partir des années 1970-1980, l'église est désacralisée à la fin des années 1990 pour servir de salle des fêtes. Elle sert aujourd'hui d'espace culturel, et fait partie depuis 2012 des lieux inscrits au patrimoine mondial de l'Unesco (dont elle constitue un élément du site n° 87), ce qui lui a évité la démolition. Elle a été entièrement restaurée en 2014. L'ancien presbytère est devenu l'espace culturel et social « les Gohelliades ».

## Description

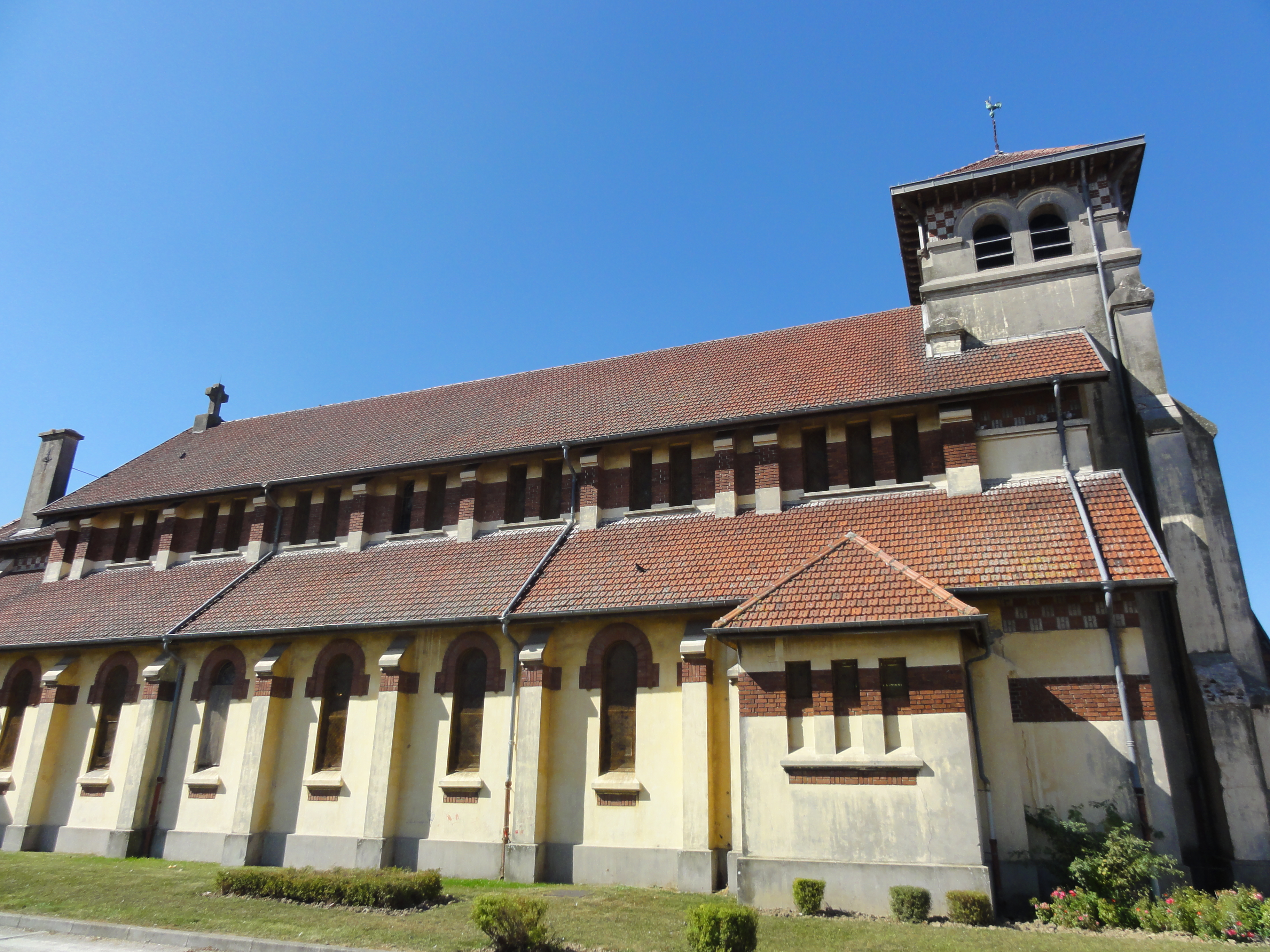
Vue de côté

Avec son clocher-porche qui ressemble à un campanile roman italien court et trapu, ses vitraux Art déco, ses riches mosaïques, sa ferronnerie (notamment ses lustres), etc., l'église sans transept avec abside semi-circulaire représente un exemple remarquable du renouveau stylistique des années 1920 dans le Nord de la France. L'intérieur de briques montre une charpente de bois apparente; les bas-côtés sont séparés de la nef par de puissantes colonnes au chapiteau néo-roman. Les stations du chemin de croix sont en mosaïques. Les trois baies en vitraux du chœur sont dans les tonalités de bleu. La façade est éclairée par une grande baie en hauteur de vitraux colorés dessinant une croix glorieuse et prenant tout l'espace entre le campanile et le porche. Celui-ci montre sur son linteau une croix pattée en mosaïque. Le même motif de mosaïques se retrouve en frise sur la façade. Le chevet est décoré de briques vernissées, ainsi que le dessous des toits en façade.

## Illustrations

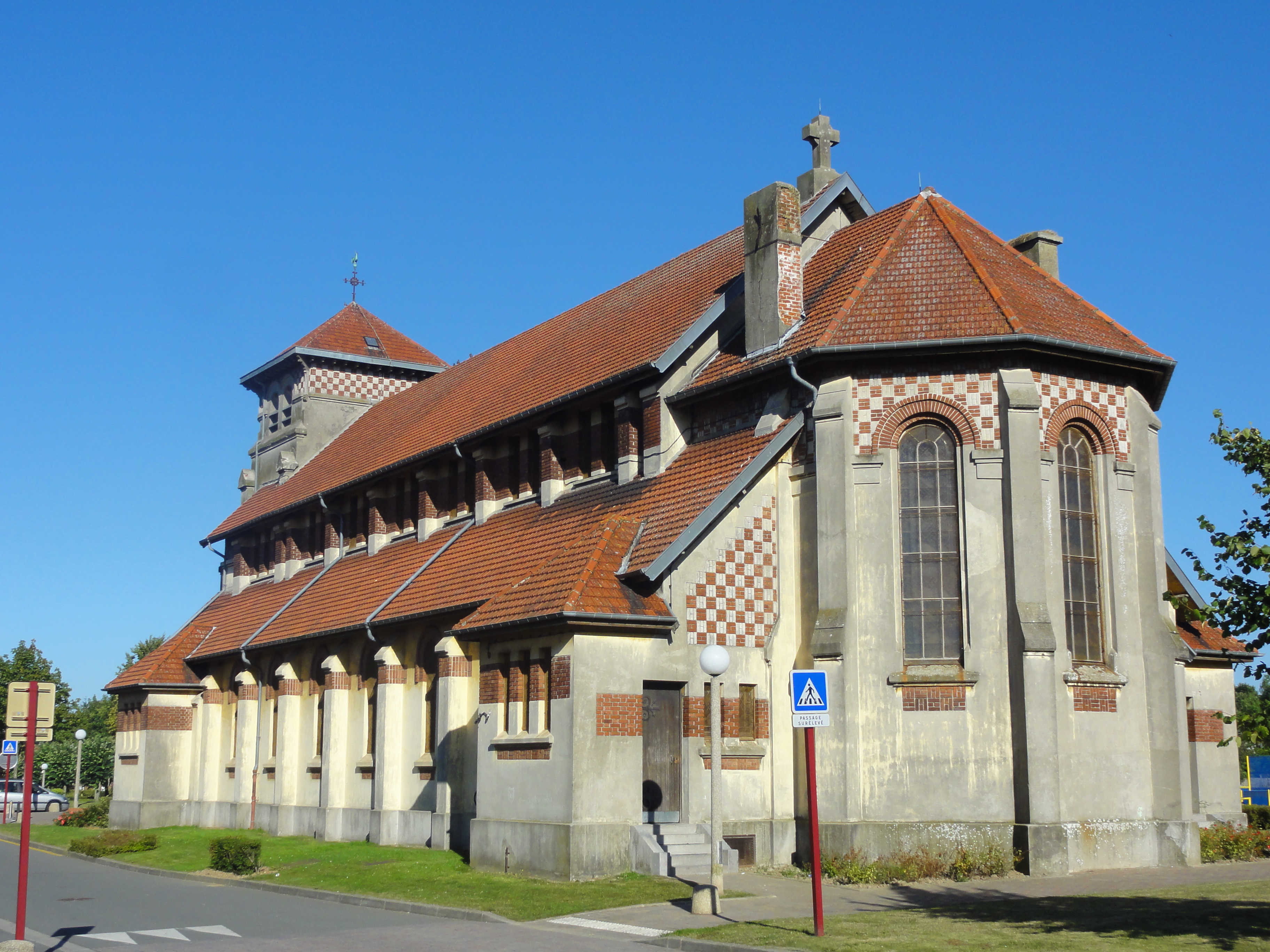
Le chevet avant restauration
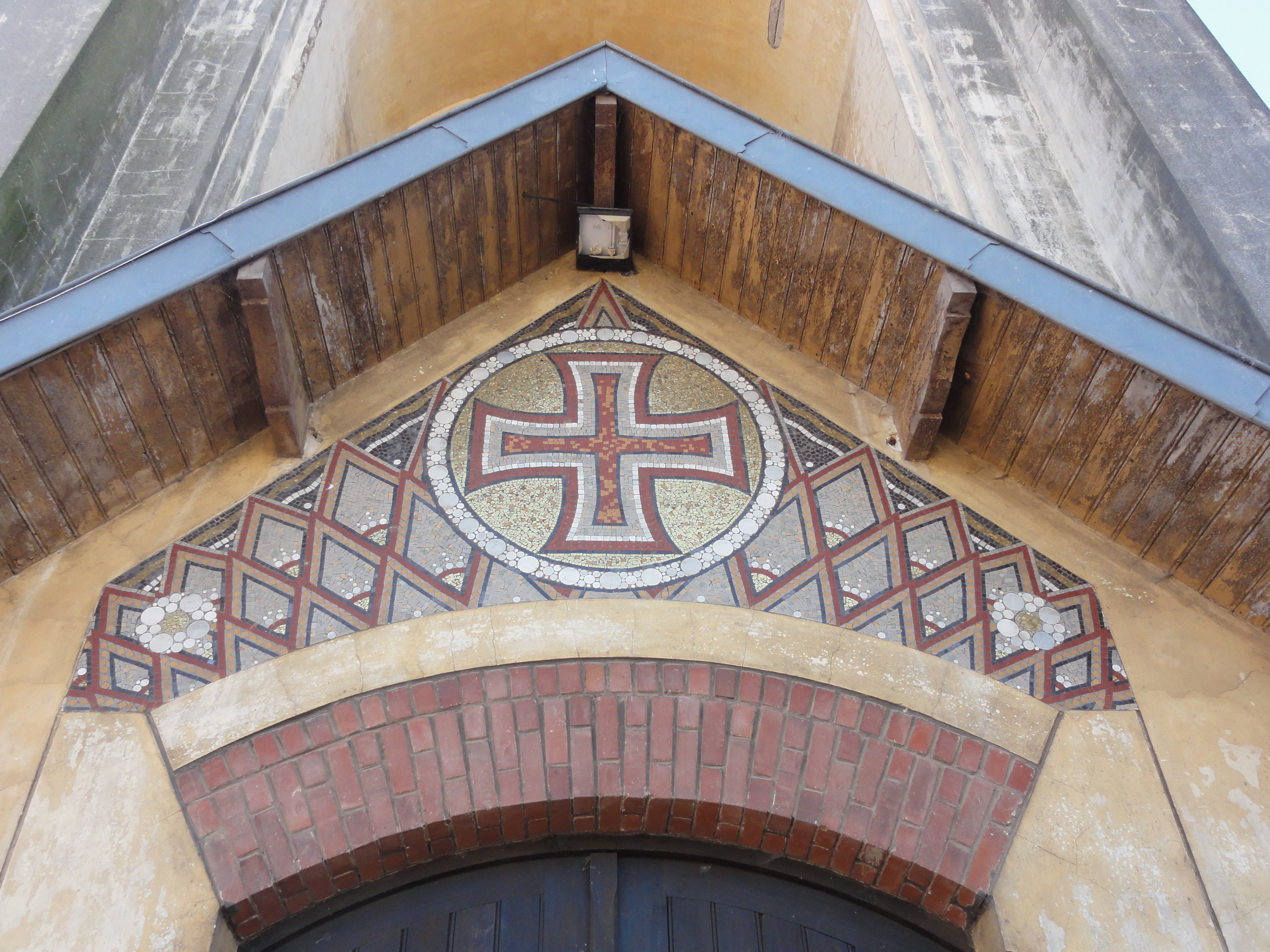
Détail de la croix pattée au-dessus du portail
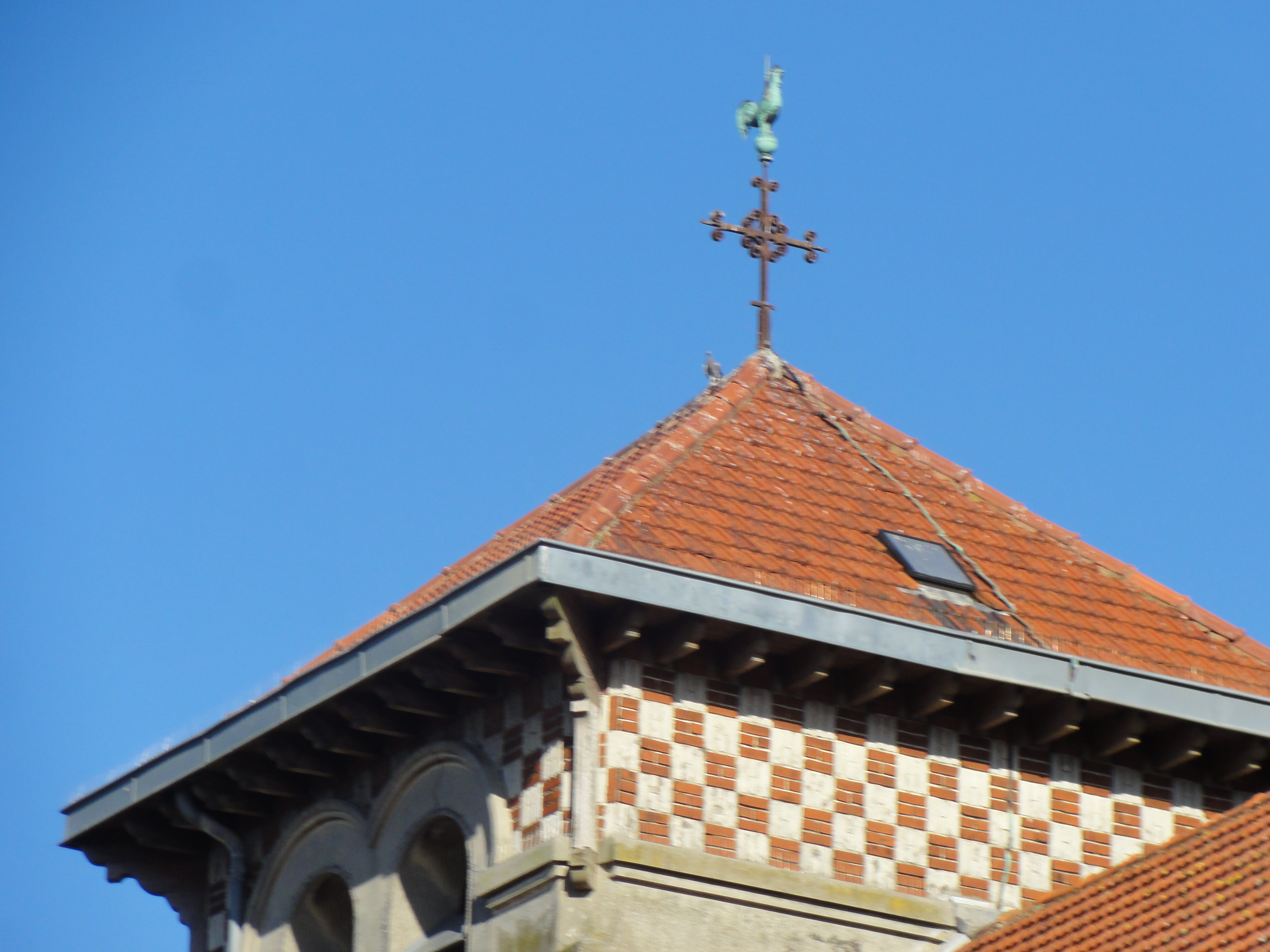
Détail du campanile
L'église Sainte-Marguerite, après sa restauration de 2014, devenue aujourd'hui espace culturel.